# ناوشکن کلاس کویل
ناوشکن کلاس کویل (به انگلیسی: Quail-class destroyer) یک کلاس از کشتی است که طول آن ۲۱۰ فوت (۶۴ متر) می‌باشد.